# اوتسوشی کومه نو میکوتو
اوتسوشی کومه نو میکوتو (به ژاپنی: 欝色謎命 うつしこめのみこと); – یکی از امپراتریس‌های ژاپن، همسر هشتمین امپراتور ژاپن، امپراتور کوگن اهل ژاپن بود.